# Purpurata shompen
Purpurata shompen is een vlinder van de familie van de grasmotten (Crambidae). De wetenschappelijke naam van deze soort is voor het eerst voorgesteld als Patania shompen door Navneet Singh en Jalil Ahmad in een publicatie uit 2022.
De soort komt voor op Groot-Nicobar van de Nicobaren.